# Real Fábrica del Salitre de Murcia
La Real Fábrica de Salitre de Murcia (Región de Murcia, España) fue un antiguo complejo industrial creado en 1654 por real orden de Felipe IV para proporcionar materia prima para la fabricación de pólvora. Construida en la antigua calle de la Acequia (actual calle Acisclo Díaz) situada en el viejo arrabal de la Arrixaca junto a la acequia Mayor Aljufía. Tras más de 300 años de historia, el complejo fue transformado en jardín público en 1994, el hoy llamado jardín del Salitre, conservando en su perímetro algunos de los antiguos edificios de la Real Fábrica. 

## Historia
Tras las desastrosas consecuencias que tuvo en Murcia la riada de San Calixto (1651) y con el fin generar riqueza que sirviera para ayudar a la recuperación de la ciudad, Felipe IV emitió una real orden el 13 de julio de 1654 para construir una Real Fábrica en terrenos adquiridos a la Iglesia, proyecto que le fue encomendado al arquitecto Melchor de Luzón. 
En aquel entonces, en el entorno rural de Murcia ya existían instalaciones para la fabricación de pólvora, tales como el llamado Molino Alto de Javalí Viejo, creado en 1633 por Francisco de Berasategui. Otras de las instalaciones vinculadas a esta actividad sería el Molino de los Canalaos, de comienzos del siglo XVIII, situado sobre la acequia Aljufía entre La Ñora y Rincón de Beniscornia. En este contexto, la Real Fábrica realizaría trabajos de acopio y refino de salitres (componente indispensable para la fabricación de pólvora) para abastecer a los alrededores, mejorando la pureza de los mismos. Sus obras quedarían finalmente concluidas en 1658. 
De la misma forma que el resto de molinos e instalaciones relacionadas con la pólvora dispuestas en los alrededores de la ciudad, la Real Fábrica de Salitre se valió de la fuerza motriz del agua de acequia para el funcionamiento de la maquinaria, en su caso concreto de la acequia Caravija, que discurre a muy poca distancia de la acequia Mayor Aljufía, al norte de la misma.
Entre 1765 y 1767 se realizaron obras en el complejo que dieron lugar a nuevas edificaciones como la del actual pabellón central. 
Durante la Guerra de Independencia Española, tanto la Fábrica de Salitre como la de Pólvora de Javalí Viejo realizaron un papel fundamental ya que fueron las únicas fábricas que suministraron pólvora, balas y fusiles al ejército español. 
La antigua Fábrica de Salitre acabó dependiendo de la Fábrica de la Pólvora de Javalí Viejo desde 1865, pasando la primera a acoger la dirección y oficinas del complejo militar. Aun así, desde 1869, la fábrica no solo se dedicaría a su clásica actividad de refino de salitre, sino también a la carbonización de agramizas para la elaboración de carbón vegetal, por lo que diez años después se modernizaron las infraestructuras, adquiríendose hornos y chimeneas.
En 1987, la Gerencia de Infraestructuras del Ministerio de Defensa y el ayuntamiento de Murcia firmaron un convenio de cesión para el uso del recinto (salvo el pabellón central, que pasó a manos privadas) al acabar rodeado por la ciudad tras la expansión urbana vivida en los años 60. En 1989 se aprobó la ejecución del jardín del Salitre, inaugurándose en 1994, siendo alcalde el socialista José Méndez Espino.

## Construcciones
Del antiguo complejo de la Real Fábrica de Salitre, que en 1899 contaba con diecisiete dependencias, tan solo queda hoy en pie el edificio que fue biblioteca de la fábrica (actual sede del Servicio Municipal de Estadística), el antiguo taller de afino de salitre (actual sede del Museo Taurino de Murcia), y la chimenea del taller de carbonizar (que hoy preside el paseo central del jardín del Salitre), además del antiguo pabellón central de oficinas y residencia de la dirección militar de las fábricas de Pólvora y Salitre.
Mientras que los tres primeros fueron rehabilitados y cedidos para sus actuales usos, estando todos dentro del parque público, el que fue pabellón central y el terreno adjunto que en tiempos acogió el jardín de la fábrica, al acabar como propiedad privada, se encuentran fuera del recinto del jardín del Salitre y en un lamentable estado de abandono a pesar de su protección en el Plan Especial del Centro Histórico Artístico de Murcia (PECHA).